# Лусакунк
Лусакунк (арм. Լուսակունք., eng. Lusakunq) — армянское село расположенное в Гехаркуникской области (Армения).

## История
Село было основано семью семьями в 1828 году, которые были выходцами из района Арчн Ванской провинции Западной Армении после принятия Туркманчайского мирного договора. Название села переводится с армянского, как «источник света».
С 1828 по 1918 года село находилось в подчинении Российской Империи, во время которого население жило относительно мирно. В 1918 году после развала Российской Империи, на территории Вардениского района (где также расположено данное село) начались этнические конфликты. В 1918 турки (организованные разбойничье группы) ночью напали на село.
По рассказам жительницы села Маргариты Мхитаровны Багдасарян (1910—1988):
В один из летних дней моя подруга, которой было 8 лет, сообщила о том, что турки нападут на село, потому что турки забрали у её отца винтовку и по разговорам турков стало известно, что позже они планируют напасть на село.
Жители заранее знали о данной атаке, поэтому они покинул село ещё утром. Но двое жителей села, отец и сын, Хачатур (Хачо) и Арутюн (Артен) не успели уехать из села, так как были в поисках своих скот. По иной версии, они верили, что турки не тронут их, так как мы друзья. Остальные покинувшие село, ушли в села Цовак и Карчахпюр, дабы спастись там.
На следующее утро жители села вернулись в село, где обнаружили изуродованные трупы Хачо и Артена, угнанный скот и разрушенные, разграбленные дома. Все жители села восстановили разрушенные дома, в то время как некоторые из них покинули населенный пункт, вернувшись в село следующей весной. В числе покинувших село была Маргарита Багдасарян. В то же время часть армян под предводительством Андраника, прибывшего со своей дружиной в Вардениский район, разбили и вытеснили турецких захватчиков, тем самым создав условия, при которых сельчане смогли вернуться в свои дома и продолжили мирную жизнь, которая укрепилась с приходом Советской Власти.
Изначально село носило название «Тускулу» (Tuskulu), которое было решено изменить в 1968г. на Лусакунк, в связи с тем, что в 1940 году в селе была построена гидроэлектростанция, которая снабжала электричеством весь Вардениский районный центр и другие близлежащие села.
С 1828 по 1950 года население села было исключительно армянским. Девять азери-турецких семьей переселились в 1950 году и покинули свои дома в годы Арцахского конфликта. В селе до сих пор сохранилось азери-турецкое кладбище.
В годы Второй Мировой Войны, многие жители села ушли на фронт, в честь которых позже был воздвигнут монумент, который находится в центре села. В советский период жители села активно занимались сельским хозяйством, которое относительно пришло в упадок после распада СССР и с дальнейшим оттоком населения.
В 1978 в селе была открыта среднее общеобразовательная школа.

## Достопримечательности
- В конце 1800-х — начале 1900 годов в селе была построена часовня, позже в село был приглашен священник из Эчмиадзина для крещения народа. Церковь действовала до 1930 годов.
- В селе имеются многочисленные хачкары датируемые 12-13 веками и кладбище, которое было создано в 10-м веке, до основания села.

## Интересные факты
- Согласно легендам, в районе, где сейчас расположено село Акунк, останавливался национальный герой армянского народа, Вардан Мамиконян, с целью вылечить раны после Аварайрской битвы. В память о данном событии тут установлены памятные хачкары. Также местные жители украшают это место изображениями Вардана Мамиконяна.
- На территории Лусакунка и соседних сел имеются три больших хачкара, самый крупный из которых расположен на вершине горы (высотой 100 метров), которая носит название «Мурад Хач», с которым связано много легенд. Одна из легенд гласит, что изначально данный хачкар служил мостом в соседнем селе Акунк, пока однажды одному из жителей села не приснился сон, в которым святой лик попросил его перенести и установить данный хачкар на вершине горы, тем самым перестав использовать его как мост. Убедившись, что действительно каменный мостик имеет изображение креста, данный житель села собрал жителей села и с помощью сил волов перенс хачкар на вершину горы, где он и был установлен, лицом к селу Лусакунк. После чего у данного жителя было ещё одно виденье, смысл которого заключался в том, что у «Мурад Хача» есть хачкар-сестра, которая расположена в селе Варденик и «Мурад Хач» попросил, чтобы его повернули лицом к сестре, а спиной к селу, что и было сделано жителями села.
- Рядом с селом находится пещера, которая была создана антропогенным путем.

## Фотогалерея

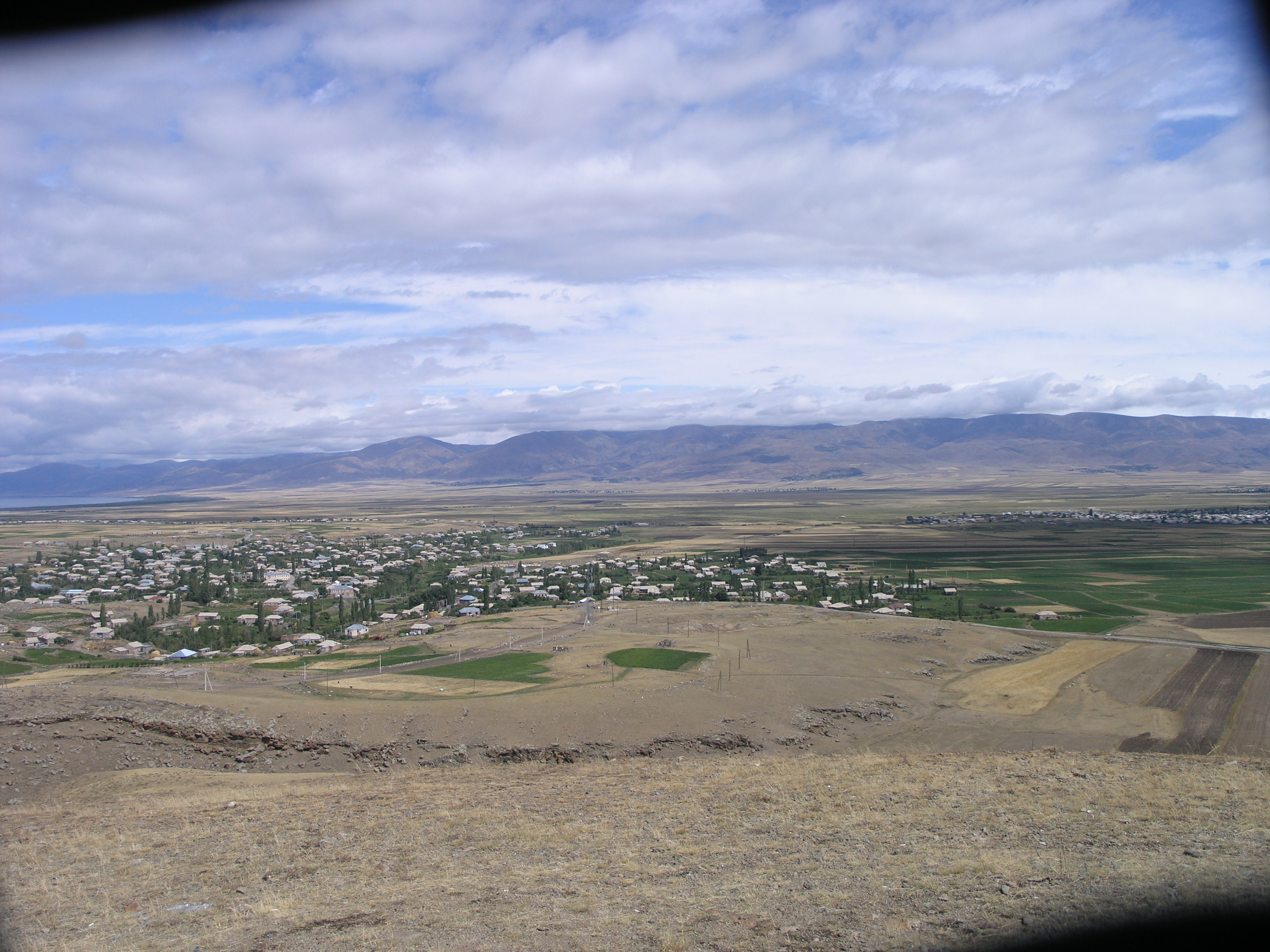
Вид на село
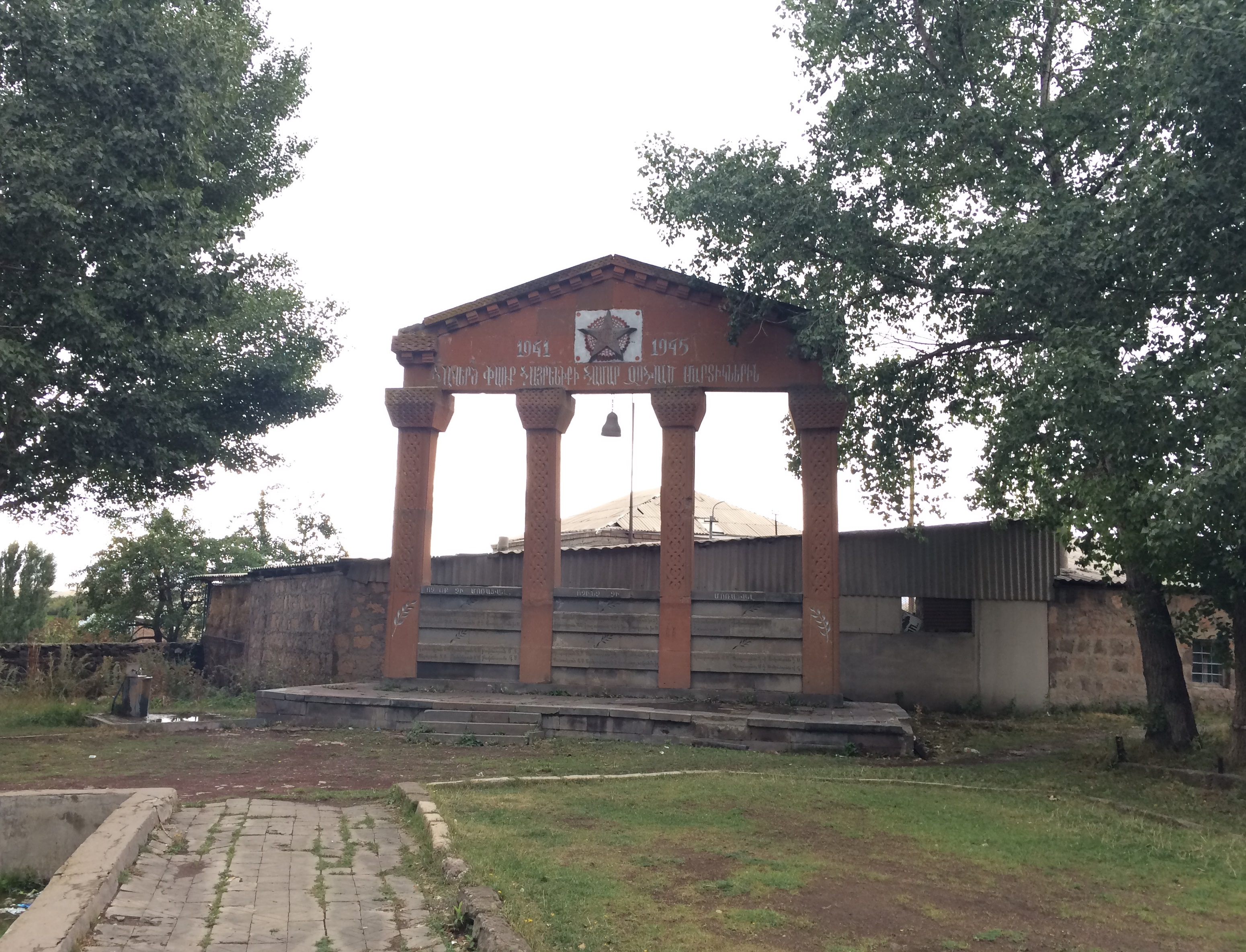
Монумент павшим в Великой Отечественной войне
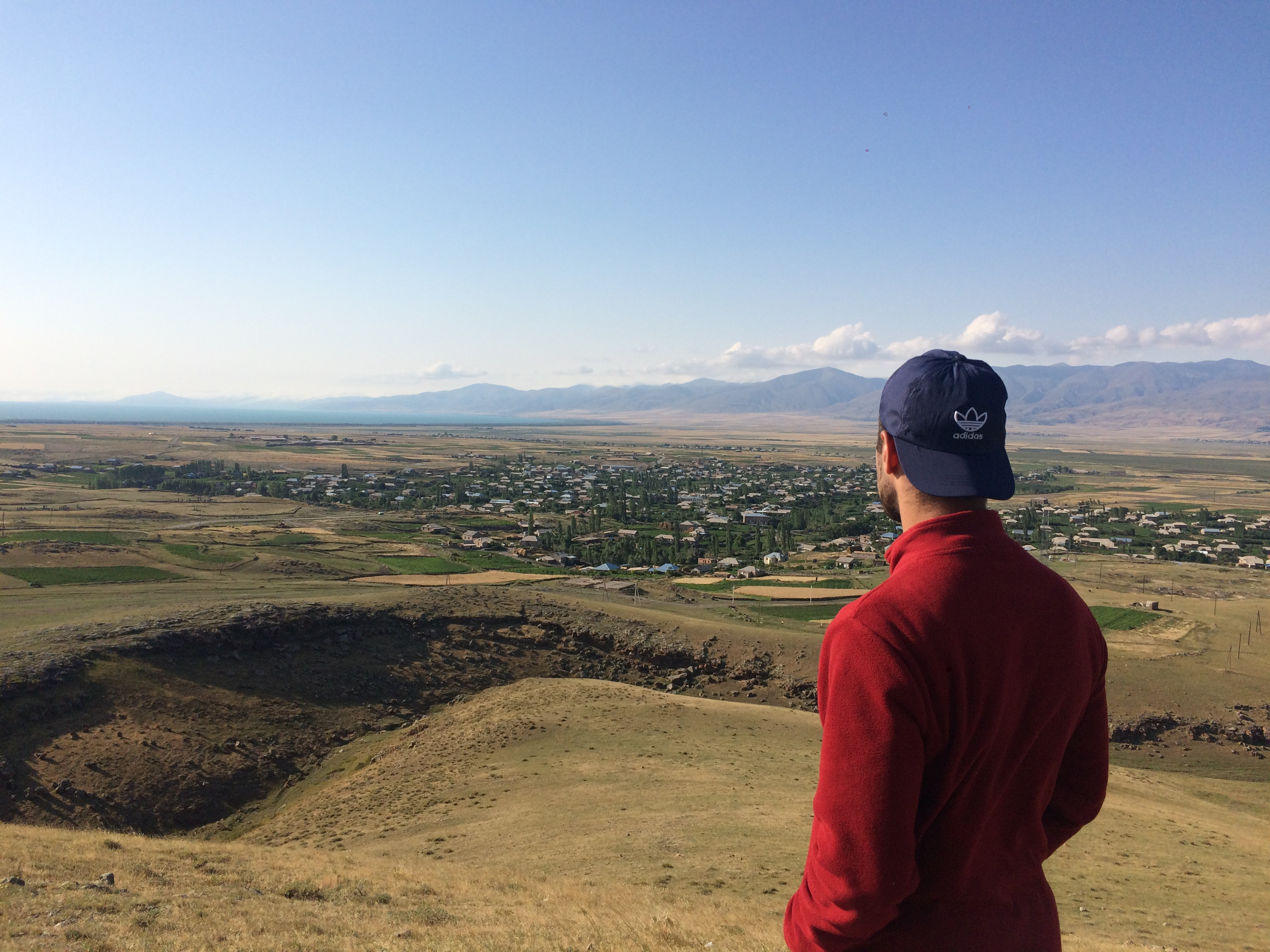
Вид на деревню с холма, на котором расположен хачкар "Мурад Хач"
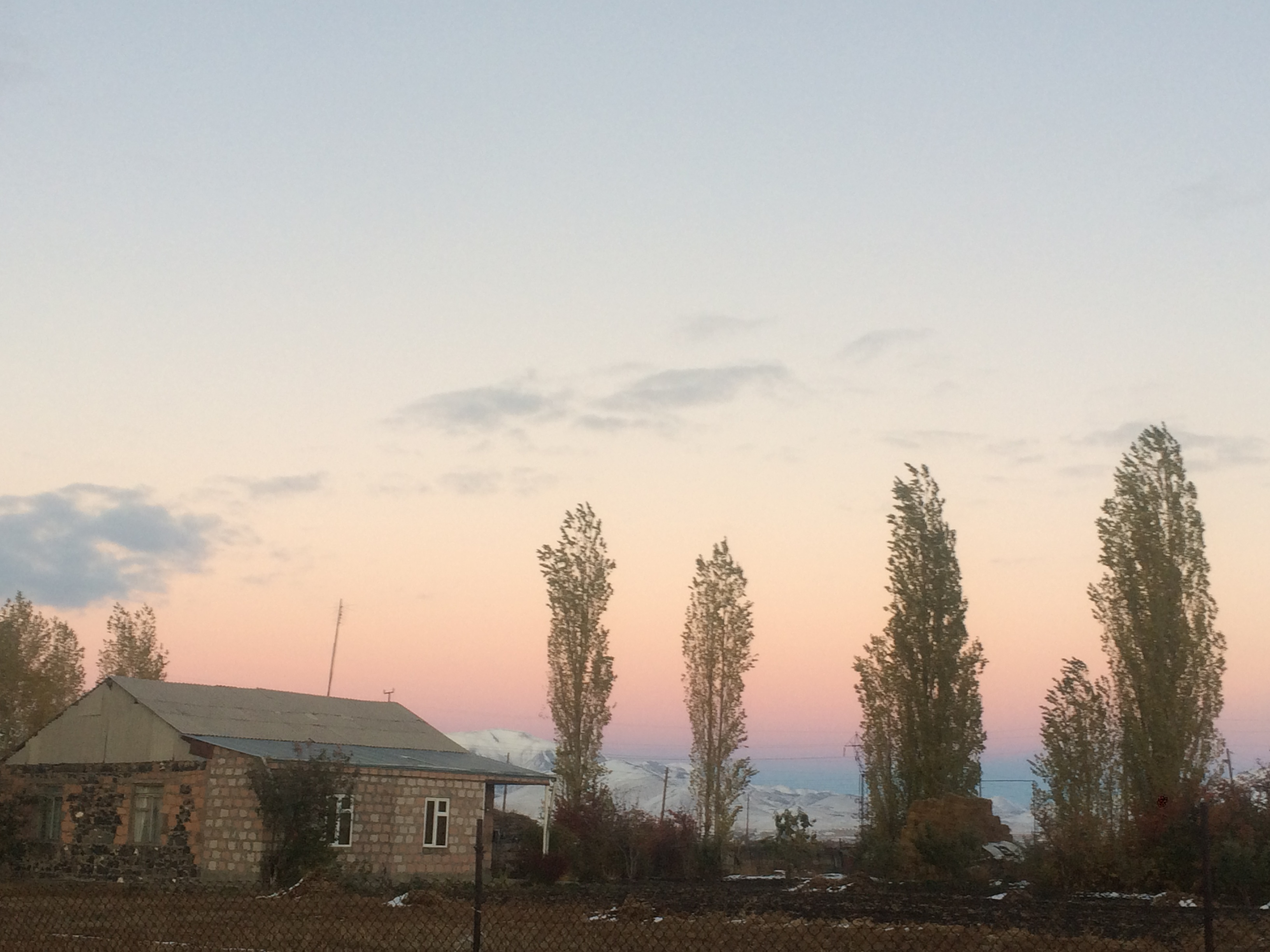
Вид на один из домов в деревне Лусакунк
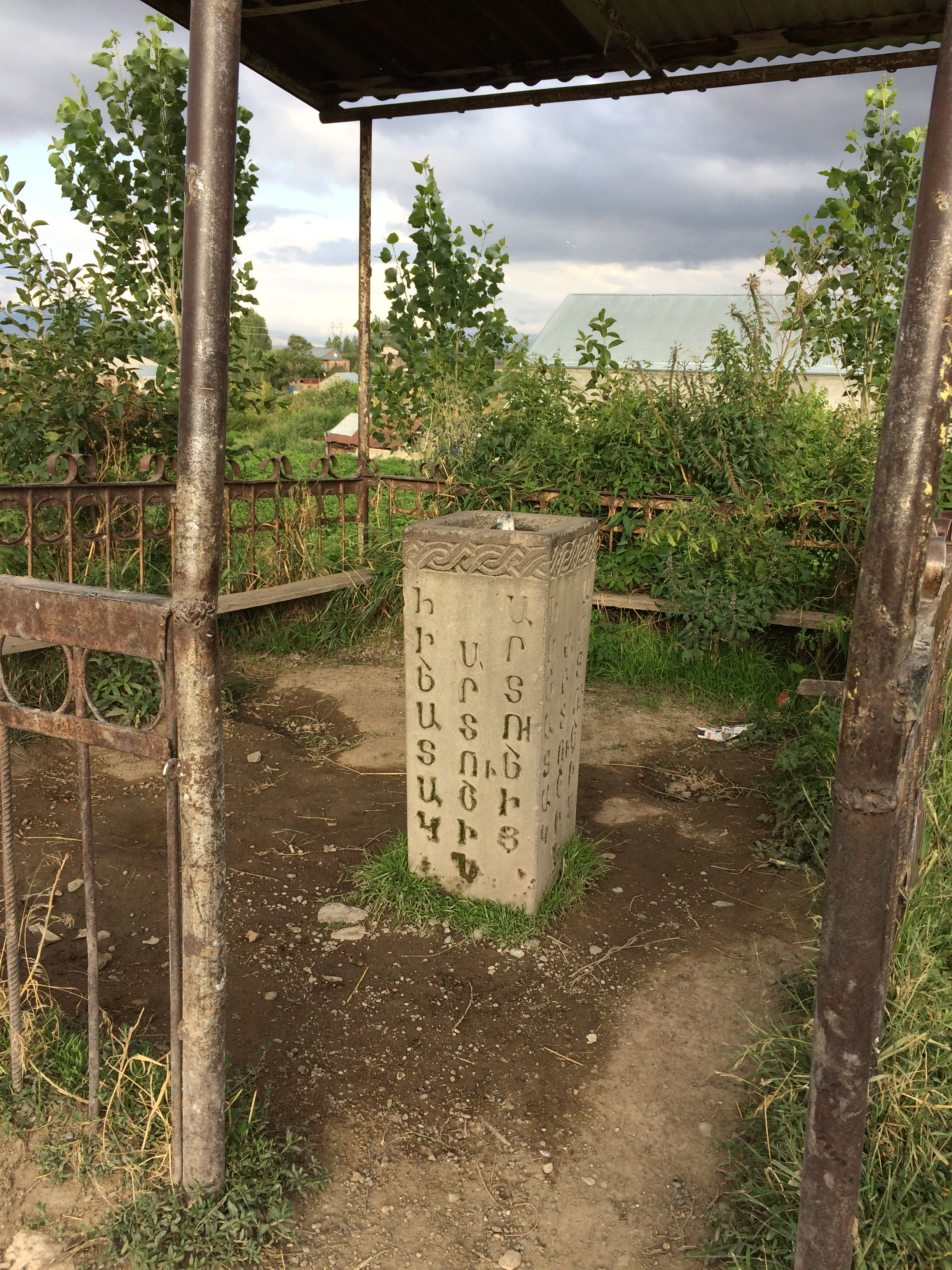
Пулпулак внутри деревни
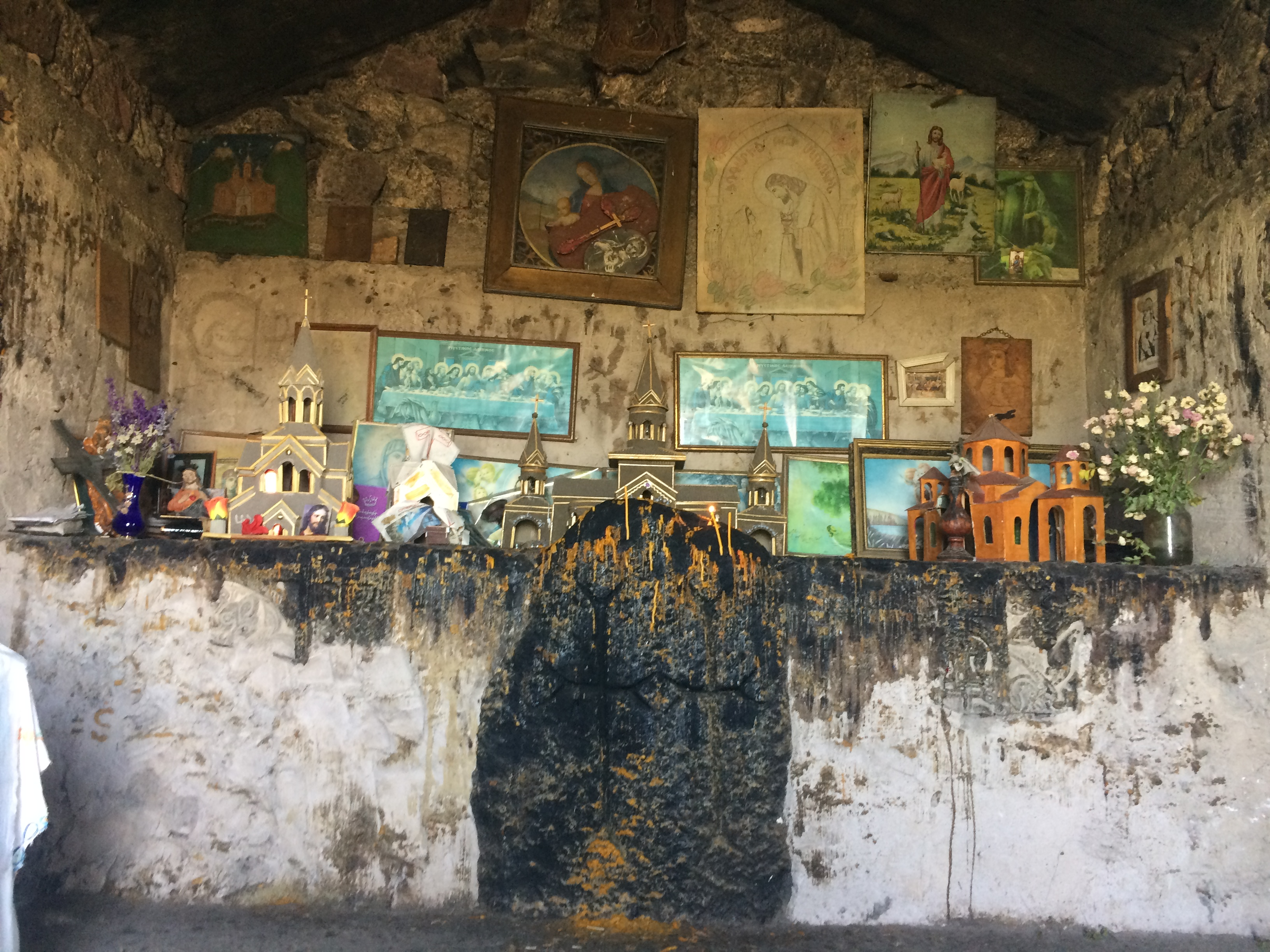
Алтарь церквушки "Тух Манук"